# Arabidopsis arenicola
Arabidopsis arenicola — вид трав'янистих рослин родини капустяні (Brassicaceae), поширений на півночі Північної Америки. Етимологія: лат. arena — «пісок», лат. i — сполучна голосна, лат. cola — «житель, мешканець».

## Опис
Багаторічні рослини; каудекс, як правило, розгалужений, рідко простий, зі стійкими черешковими залишками, гладкі всюди або від рідко до помірно запушені. Стрижневий корінь присутній. Стебла часто кілька від основи (каудекса) підняті, висхідні або лежачі, нерозгалужені або розгалужені (дещо) дистально, 0.5–2(3) дм. Базальне листя: черешки 0.5–2 см, пластини (м'ясисті) ланцетні зі звуженою основою або з широким верхом, 0.5–2 см × 2–6 мм, поля цільні або зубчасті, верхівки тупі або гострі, поверхні запушені або голі. Стеблові листки (1)2–4(6), сидячі, пластини від довгастих до ланцетних, 0.7–1.8(2.5) см × 2–5 мм, поля, як правило, цілі, рідко зубчасті, верхівки тупі або гострі, поверхні голі або мало запушені.
Суцвіття — китиці; подовжуються, коли плоди дозрівають. Плодоніжки 5–10(12) мм, голі. Квітів на суцвіття 6–15, малі, радіально симетричні. Квіти: чашолистків 4, зелені або жовті (кремові) або фіолетові, трав'янисті, 1.7–3 мм; пелюстків 4, білі або рожеві й пурпурні, зазвичай ланцетні зі звуженою основою, рідше з розширеним верхом, 4–5 × 1–2 мм; тичинок 6; пиляки жовті, (0.2)0.4–0.5 мм довжини. Плоди прямі, гладкі, пурпурні, (0.8)1–2(2.8) см × 1.5–2.2(2.5) мм. Насіння червонувато-коричневе, вузько-довгасте, 0.9–1.1 мм, поверхні гладкі. 2n=16(2x).

## Поширення й екологія
Північна Америка: Ґренландія, Канада.
Піщані пляжі, гравій, плоскі частини струмків; 0–1500 м.